# Westerwijzend
Westerwijzend is een buurtschap, vallend onder Hoogkarspel in de gemeente Drechterland, in de Nederlandse provincie Noord-Holland.
Westerwijzend grenst in het westen aan Binnenwijzend, en in het oosten aan Oosterwijzend. Alle drie de plaatsen zijn gelegen aan de Wijzend, een oud dijkje dat de grens vormt tussen de polder het Grootslag en de Houterpolder. Bij Westerwijzend wordt de weg begrensd door twee sloten, waarbij de bebouwing alleen aan de zuidzijde ligt en met bruggen of dammen met de weg verbonden zijn. Alleen bij de grens met Oosterwijzend, op het kruispunt met de Houterweg, liggen een aantal huizen direct aan de weg. Ten noorden van de Wijzend ligt sinds de jaren '80 van de negentiende eeuw een spoorlijn.
De bebouwing bestaat uit enkele stolpboerderijen, woonhuizen en agrarische bedrijfspanden.

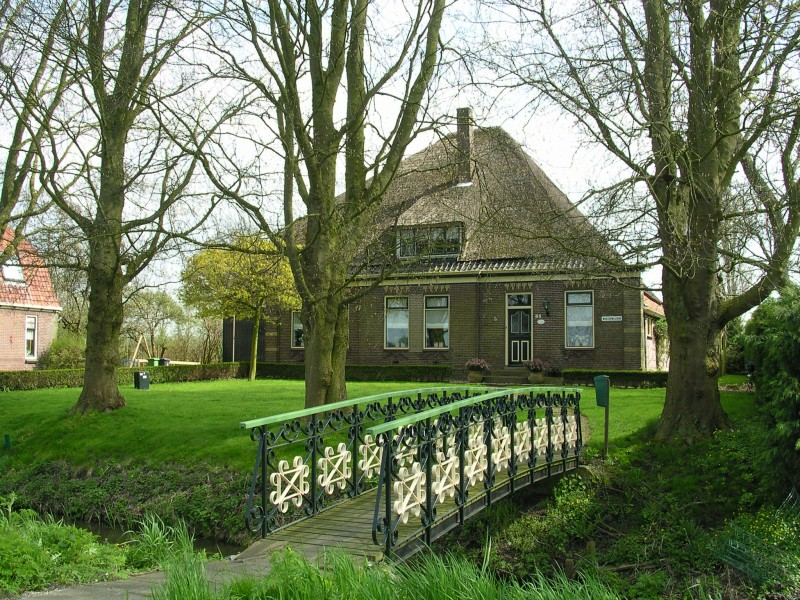
Brug naar een stolpboerderij

Dorpen: Hem · Hoogkarspel · Oosterblokker · Oosterleek · Schellinkhout · Venhuizen · Westwoud · Wijdenes

Buurtschappen: Binnenwijzend · Blokdijk · De Bangert (deels) · De Buurt · De Hout · De Weed · Kraaienburg · Leekerweg · Munnickaij (deels) · Oostergouw · Oosterwijzend · Oudijk · Tersluis · Westerbuurt · Westerwijzend · Wijmers · Zittend
Noord-Holland: Steden en dorpen      Nederland: Provincies · Gemeenten